# Santiago Yaitepec
Santiago Yaitepec är en ort i Mexiko.   Den ligger i kommunen Santiago Yaitepec och delstaten Oaxaca, i den sydöstra delen av landet, 400 km sydost om huvudstaden Mexico City. Santiago Yaitepec ligger 1 783 meter över havet och antalet invånare är 3 247.
Terrängen runt Santiago Yaitepec är kuperad åt sydost, men åt nordväst är den bergig. Runt Santiago Yaitepec är det ganska tätbefolkat, med 93 invånare per kvadratkilometer. Närmaste större samhälle är San Miguel Panixtlahuaca, 12,5 km väster om Santiago Yaitepec. I omgivningarna runt Santiago Yaitepec växer i huvudsak städsegrön lövskog.